# قانون شارل

رسم متحرك يوضح العلاقة بين الحجم (V) والحرارة (T).

في التحريك الحراري والكيمياء الفيزيائية يعتبر قانون شارل على أنه أحد قوانين الغازات وبشكل خاص الغاز المثالي والذي ينص على مايلي:
| قانون شارل | عند ضغط ثابت، فإن حجم كتلة معينة من غاز مثالي يزداد أو ينقص بنفس المقدار عند زيادة ونقصان درجة حرارته (كلفن) | قانون شارل |

| قانون شارل | ان حجم كمية معينة من الغاز تحت ضغط ثابت تتغير طرديا مع درجة الحرارة | قانون شارل |

تم نشر هذا القانون من قبل جوزيف لويس غاي-لوساك في العام 1802، ولكنه أشار إلى أعمال غير منشورة تعود إلى جاك شارل من عام 1787.

## القانون
قام العالم تشارل بتثبيث ضغط الغاز ودرس العلاقة بين درجة الحرارة وحجم الغاز.
واكتشف العالم جاك شارل عام 1787م
ان عند ثبات ضغط كتلة معينة من غاز يتناسب حجمها تناسبا طرديا مع درجة حرارتها المطلقة
ونستنتج القانون التالي:
{\displaystyle {\frac {V}{T}}=k}
حيث أن:
V حجم الغاز
T درجة حرارة الغاز مقاسة بالكلفن
k ثابت
ومنه ينتج أن:
{\displaystyle {\frac {V_{1}}{T_{1}}}={\frac {V_{2}}{T_{2}}}\qquad \mathrm {or} \qquad {\frac {V_{2}}{V_{1}}}={\frac {T_{2}}{T_{1}}}\qquad \mathrm {or} \qquad V_{1}\cdot T_{2}=V_{2}\cdot T_{1}}.

## تجربة
نأتي بإناء يحتوي على ماء ذو درجة منخفضة..وكذلك بالونة مطاطية ممتلئة بغاز،عندما نغمس البالونة في الماء ينكمش البالون ولكن لماذا؟ذلك بسبب أن مع انخفاض درجة الحرارة البالون تقترب جزيئات الغاز قرب بعضها البعض..وعند إبعاد البالون يعود إلى حالته الطبيعية.